# Anlagen- und Apparatebauer

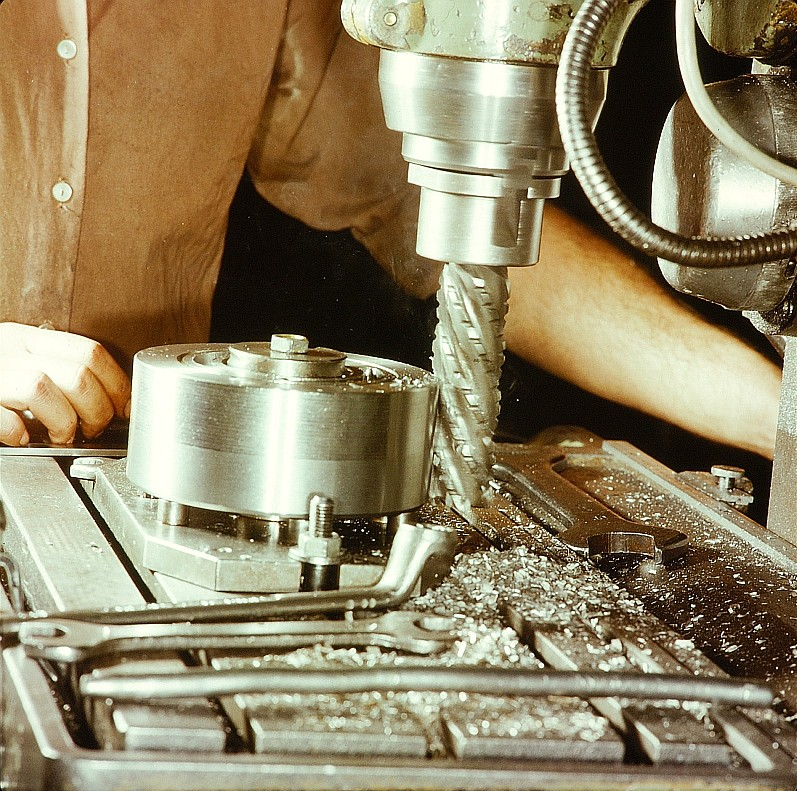
Herstellen eines Werkstücks

Der Anlagen- und Apparatebauer (französisch Constructeur d’appareils industriels, italienisch Costruttore d'impianti e apparecchi) ist in der Schweiz eine berufliche Grundbildung.
Die Ausbildung dauert vier Jahre und findet gleichzeitig im Lehrbetrieb und in der Berufsfachschule statt.

## Vorgängerberufe
Der heutige Beruf Anlagen- und Apparatebauer entstand 2001 mit der Zusammenlegung des damaligen Anlagen- und Apparatebauer (nach Reglement von 1988), Mühlenbauer (nach Reglement von 1994) und Industrieschmiede (nach Reglement von 1995).

## Arbeitsgebiet
Der Anlagen- und Apparatebauer fertigt Einzelteile, Apparate und ganze Systeme oder Anlagen aus Metall.
Mögliche Produkte sind Eisenbahnwagen, Komponenten für Klima und Heizanlagen etc.
Der Anlagen- und Apparatebauer kann dabei in allen Phasen des Projekts von der Planung, über Fertigung und Inbetriebnahme bis zu Service und Reparatur seinen Beitrag zum Produkt leisten.

## Weiterbildungsmöglichkeiten
- Berufsprüfungen[1]
  - Schweissfachmann/-frau mit eidg. Fachausweis
  - Prozessfachmann/-fachfrau mit eidg. Fachausweis
  - Fertigungsfachmann/-fachfrau mit eidg. Fachausweis
  - Instandhaltungsfachmann/-frau mit eidg. Fachausweis
- höhere Fachprüfung
  - Industriemeister/in
  - eidg. Dipl. Instandhaltungsleiter/in
- Techniker (Technikerschule)
  - Maschinenbau/-technik
  - Betriebstechnik
  - Produktionstechnik
- Ingenieur (Fachhochschule) (wenn Berufsmatur vorhanden)
  - Maschinentechnik
  - Systemtechnik

## Verwandte Berufe
- Automatiker
- Polymechaniker